# Antoine-François Marmontel
Antoine François Marmontel (født 16. juli 1816 i Clermont-Ferrand, død 17. januar 1898 i Paris) var en fransk musikforfatter og komponist, far til Antonin Marmontel.
Marmontel, som var discipel af Halévy og Le Sueur i komposition samt af Zimmermann i piano, var 1848–1887 højt anset klaverprofessor ved Pariserkonservatoriet. Til hans disciple hørte blandt andre Wieniawski, Paladilhe, Duvernoy, Bizet og Dubois). 
Marmontel komponerede en mængde etuder og andre instruktive klaverværker samt sonater, nocturner, serenader, danser, karakter- og salonstykker samt gjorde sig bemærket som forfatter med L'art classique et moderne du piano (2 bind, 1876; 2. oplag 1886), Les pianistes celebres (1878), Symphonistes et virtuoses (1881), Virtuoses contemporains (1882), Elements d'esthétique musicale (1884) og Histoire du piano (1885).